# Jekaterina Jewgenjewna Bryttschenko
Jekaterina Jewgenjewna Bryttschenko (russisch Екатерина Евгеньевна Брытченко, englische Transkription: Ekaterina Brytchenko; * 9. Februar 2008) ist eine russische Billardspielerin aus Rostow am Don, die in der Billardvariante Russisches Billard antritt.
Sie wurde 2021 Jugendweltmeisterin in der Disziplin Freie Pyramide und gewann im selben Jahr beim Moskauer Bürgermeisterpokal ihre erste Weltcupmedaille.

## Karriere
Jekaterina Bryttschenko begann im Alter von etwa acht Jahren mit dem Billardspielen. Nach ersten regionalen Erfolgen gewann sie im Juni 2018 in der Dynamischen Pyramide ihren ersten von bislang zwei nationalen Jugendmeistertiteln. Wenig später gewann sie die U13-Jugendausgabe der Prince Open und verteidigte den Titel im folgenden Jahr.
Im Mai 2021 nahm Bryttschenko erstmals an einem Weltcupturnier teil; beim Moskauer Bürgermeisterpokal besiegte sie unter anderem Aljaksandra Hisels und Kristina Saltowskaja und zog ins Halbfinale ein, in dem sie sich der späteren Turniersiegerin Elina Nagula mit 1:5 geschlagen geben musste. Drei Monate später folgte ihre erste WM-Teilnahme bei den Damen; nach einer Auftaktniederlage gegen Marija Karpowa setzte sie sich unter anderem gegen Natalija Kornewa durch, bevor sie im Viertelfinale der Titelverteidigerin Elina Nagula mit 0:6 unterlag. Nachdem sie beim Kremlin Cup das Achtelfinale erreicht hatte, wurde sie im Oktober 2021 bei ihrer ersten Teilnahme an der Jugend-WM durch einen 5:4-Finalsieg gegen Julija Purdyschowa Jugendweltmeisterin in der Disziplin Freie Pyramide.

## Erfolge
| Ergebnis | Jahr | Turnier                            | Finalgegnerin      | Endstand |
| -------- | ---- | ---------------------------------- | ------------------ | -------- |
| Siegerin | 2021 | Jugendweltmeisterschaft (Fr. Pyr.) | Julija Purdyschowa | 5:4      |

## Teilnahmen an Weltmeisterschaften
| Disziplin            | 2021  |
| -------------------- | ----- |
| Freie Pyramide       | VF    |
| Dynamische Pyramide  | n. a. |
| Kombinierte Pyramide | n. a. |
| Quelle:              |       |

| Legende | Legende                               |
| ------- | ------------------------------------- |
| S       | Siegerin                              |
| F       | Finalistin                            |
| HF      | Halbfinalistin                        |
| VF      | Viertelfinalistin                     |
| AF      | Achtelfinalistin                      |
| LX      | Niederlage in der Runde der letzten X |
| R2      | Niederlage in Runde 2                 |
| R       | Vorrundenaus/Niederlage in Runde 1    |
| –       | nicht teilgenommen                    |
| n. a.   | nicht ausgetragen                     |